# Javier Heraud
 (juillet 2020).
Si vous disposez d'ouvrages ou d'articles de référence ou si vous connaissez des sites web de qualité traitant du thème abordé ici, merci de compléter l'article en donnant les références utiles à sa vérifiabilité et en les liant à la section « Notes et références ».
Pour les articles homonymes, voir Héraud.
Javier Heraud, de son nom complet Javier Luis Heraud Pérez (Lima, 19 janvier 1942 - Puerto Maldonado, 15 mai 1963), est un poète, professeur et guérillero péruvien.

## Biographie
Né dans le district de Miraflores à Lima, Javier Heraud est le troisième de six frères du couple formé par Jorge A. Heraud Cricet et Victoria Pérez Tellería de Heraud.
En 1958, il entre à la faculté de lettres de l'Université pontificale catholique du Pérou puis deux ans plus tard, il s'inscrit à l'Université nationale principale de San Marcos pour y étudier le droit. Entre 1960 et 1961, il publie les recueils de poésie La rivière et Le voyage
En 1961, il rejoint les rangs du Mouvement social progressiste (MSP) avec une tendance social-démocrate. En juillet de la même année, il se rend à Moscou, invité par le Forum international de la jeunesse, passant 15 jours en Russie qui marqueront le cours de sa vie. L'année suivante, il démissionne du MSP. Il reçoit une bourse pour étudier le cinéma à Cuba, avec des étudiants chiliens, où il rencontre notamment Fidel Castro.
En 1963, il rejoint l'Armée de libération nationale sous le pseudonyme de Rodrigo Machado. Dans la nuit du 14 mai 1963, à Puerto Maldonado (chef-lieu de la région de Madre de Dios au Sud-Est du Pérou), Javier Heraud, avec six autres camarades, ont une altercation avec des membres de la police et sont emmenés au commissariat du secteur. Pendant le trajet l'un des détenus tire sur un agent. S'ensuit une poursuite jusqu'à ce qu'Heraud soit abattu de 19 balles dum-dum alors qu'il tentait de s'enfuir en canoë. Il n'avait que 21 ans au moment de sa mort.
Javier Heraud remporte à titre posthume le Prix de la Poésie aux Jeux floraux de l'Université nationale principale de San Marcos avec son livre Estación Reunida (« Station réunie »).

## Œuvres

### Poèmes
- El río « La rivière » (1960)
- El viaje « Le voyage » (1961)
- Estación reunida « Station réunie » (1961)
- Poesías completas y homenaje « Poésies complètes et hommage » (1964)
- Poema a dos voces « Poème à deux voix » (1967, avec César Calvo (en))
- Poesías completas y cartas « Poésies complètes et lettres » (1976, préface de Sebastián Salazar Bondy (en))
- Al Heródico Modo « De la manière hérodique » - Ejercicios tempranos (1954-1959) (publié en 2020)